# Radiotelevisione svizzera

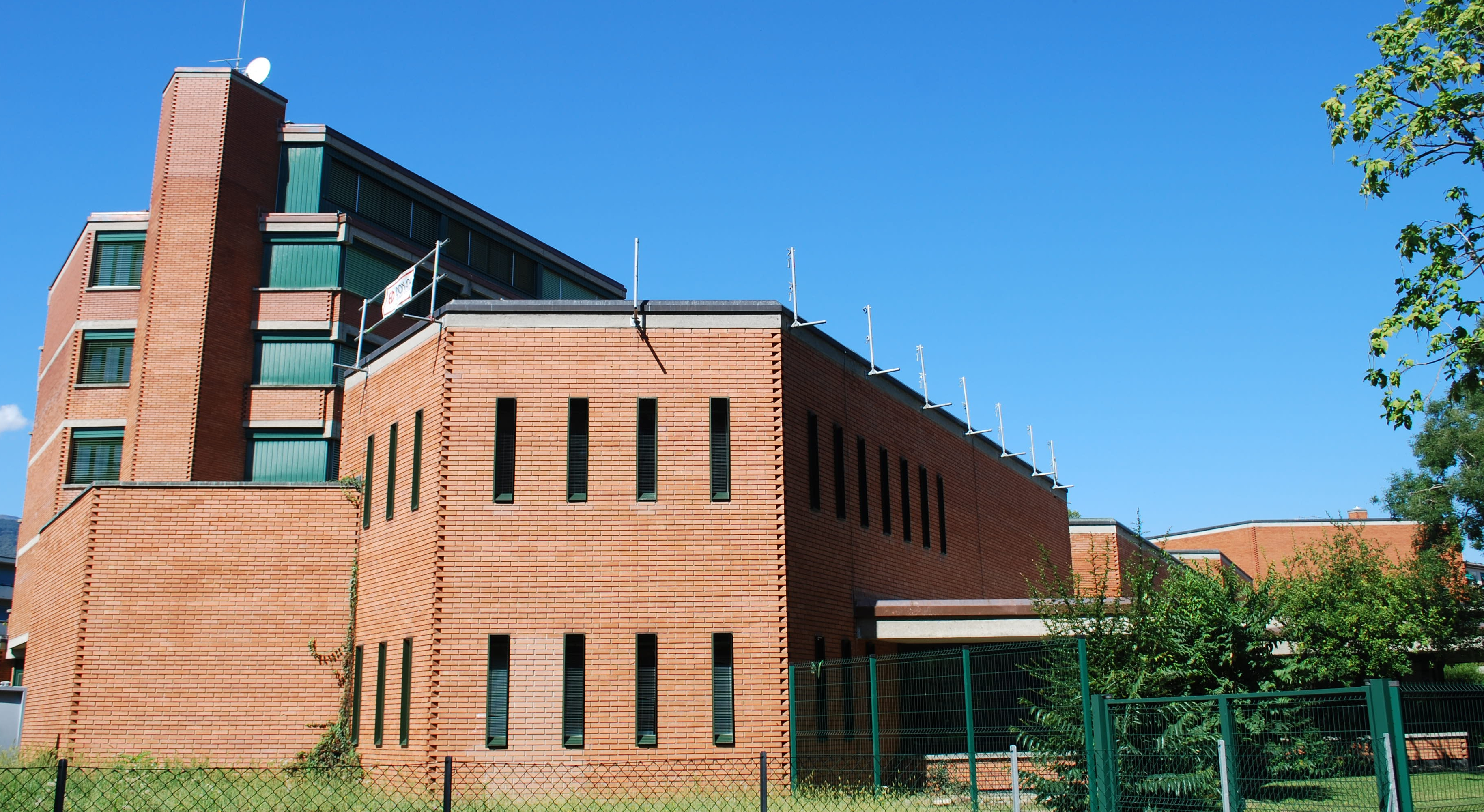
Siedziba radiowej części RSI w Lugano

Radiotelevisione svizzera (oficjalnie: Radiotelevisione svizzera di lingua italiana, Szwajcarskie Radio i Telewizja w Języku Włoskim, RSI) – oddział szwajcarskiego publicznego nadawcy radiowo-telewizyjnego SRG SSR odpowiedzialny za nadawanie kanałów w języku włoskim. Włoskojęzyczne radio działa w Szwajcarii od 1925 roku, zaś telewizja od 1958 roku, jednak w swej obecnej postaci organizacyjnej RSI powstało 1 marca 2009, kiedy to połączono w jedną strukturę odrębne wcześniej oddziały telewizyjny i radiowy.

## Kanały

### Telewizja
Siedziba pionu telewizyjnego RSI znajduje się w miasteczku Comano w pobliżu Lugano. Nadawane są stamtąd dwa kanały:
- RSI La 1 - kanał ogólnotematyczny
- RSI La 2 - kanał sportowo-młodzieżowy

### Radio
RSI nadaje trzy kanały radiowe, których audycje produkowane są w ośrodku w Lugano. Są to:
- RSI Rete Uno - kanał ogólnotematyczny, z naciskiem na informację i publicystykę
- RSI Rete Due - kanał kulturalny
- RSI Rete Tre - kanał dla młodszych słuchaczy